# 查尔斯·阿尔杰农·帕尔森斯
查尔斯·阿尔杰农·帕尔森斯爵士（英語：Sir Charles Algernon Parsons，1854年6月13日—1931年2月11日），英国-爱尔兰工程师。他是蒸汽渦輪發動機的发明者。

## 生平
查尔斯生于英国伦敦的一个盎格鲁爱尔兰家庭。